# Gebre Birkay
Gebre Birkay (amh. ገብሬ ብርቄ, ur. w 1926) – etiopski lekkoatleta, maratończyk.
Brał udział w igrzyskach olimpijskich w 1956 (Melbourne). Wystąpił w maratonie, w którym zajął 32. miejsce z czasem 2 godzin 58 minut i 49 sekund. Wyprzedził tylko Kurao Hiroshimę z Japonii (ponadto 13 zawodników nie dobiegło do mety).